# Jean Broc

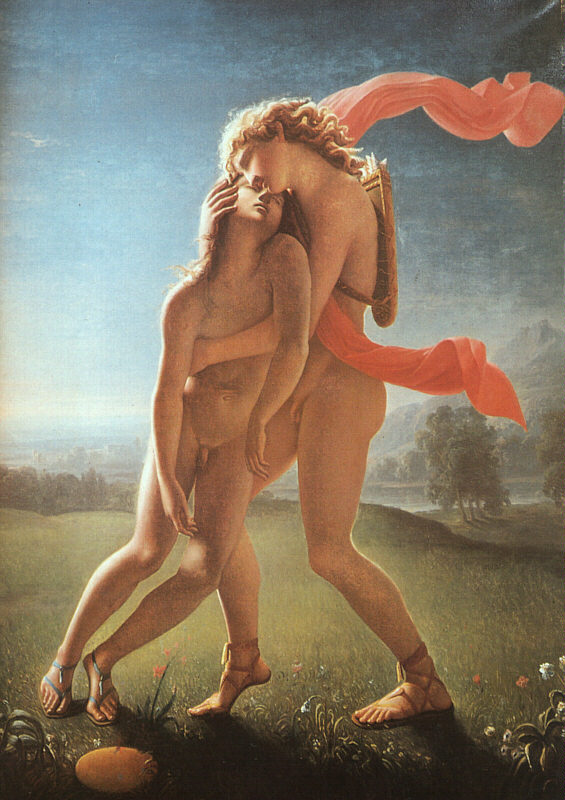
Smrt Hiacynta (1801)

Jean Broc (16. prosince 1771, Montignac, Dordogne, Francie – 1850, Łopatyn, Království haličsko-vladiměřské, Rakouské císařství) byl francouzský malíř, žák Jacquese-Louise Davida. Většina jeho děl je v současnosti ztracená.